# Steady (NCT WISHのアルバム)
『Steady』（ステディ）は、2024年9月24日にカカオエンターテインメントから発売されたNCT WISHの韓国1stミニ・アルバム。

## 概要
- 2ndシングル「Songbird」以来、約3ヶ月ぶりにリリースされる新譜。
- タイトル曲「Steady」を含め、先行公開曲「Dunk Shot」、プレデビュー曲「Hands Up」の韓国語バージョンなど合計7曲で構成されている[5]。
- 前作「Songbird」に引き続き、BoAがプロデューサーとして参加している[6]。
- 9月9日午後6時、各音楽配信サイトを通じて収録曲「Dunk Shot」を先行公開した[5]。

## 背景
2024年2月にデビューしたNCT WISHは、1stシングル「WISH」と2ndシングル「Songbird」を連続で発表し、フレッシュな音楽とエネルギーあふれるパフォーマンスで「清涼&ネオ」のアイデンティティを確実に構築してきた。
また、7月に発表した2ndシングル「Songbird」で初動（発売後の最初の1週間の売り上げ）53万枚を突破し、今年デビューしたアーティストの中では最高記録を達成するなど、「2024年最高の新人」のタイトルにふさわしい活躍を続けている。

## チャート成績
- ハントチャート、イエス24、ホットトラックス、教保文庫などの韓国内主要アルバムチャートで週間1位を獲得した[7]。
- Appleミュージックトップアルバム韓国チャート1位、Melon HOT100で2位（発売30日以内）、HOT100で3位（発売100日以内）を記録した[7]。
- 中国最大の音楽プラットフォームQQ Musicの韓国音楽週間チャート2位、急上昇チャート3位を記録した[7]。

## プロモーション

### 予告編
- 9月3日、プロモーション日程を見せるスケジュールクリップ「Let’s go-o-o-o steady」を公開した[8]。
- 9月13日、ティーザーフィルム「Finding Psyche」を公開した。
- 9月19日より、コミックスコンテンツ「願いをかなえて！Green StarとSpace Dust Birdの冒険！」を公開した[9]。
NCTの「夢」の世界観とNCT WISHの象徴的な要素が調和したコミックスコンテンツ[9]。レトロな雰囲気の4コマピクセル漫画形式で制作されている[9]。
コミックスは、NCT WISHの公式キャラクター「WICHU（ウィチュ）」を連想させる「Green Star」と願いを届ける「Space Dust Bird」のペアがNCT WISHのメンバーたちと出会い、地球と宇宙、そしてお互いの夢を行き来しながら願いを叶えていく冒険と成長の物語を愉快に描いている[9]。
プレデビュー曲「Hands up」、世界観映像「NCT : Dream Contact 'Our WISH'」、2ndシングル「Songbird」につながるストーリー構成となっている[9]。
ストーリー作りには作家のキム・ホエ、漫画の脚色と制作はドット漫画家のチョン・セウォンが担当した[9]。
- 9月21日、予告映像「NCT WISH : Still going steady?」を公開した。

### リミックスバージョン
- 12月10日、タイトル曲「Steady」のリミックスバージョンが収録されたデジタルシングル『iScreaM Vol.34 : Steady Remix』をリリース。SMエンタテインメント傘下のEDMレーベル・ScreaM Recordsが展開する「iScreaM」プロジェクトの34作目となるシングルであり、日本の電子音楽プロデューサー・Snail's Houseが参加している[10]。

## ミュージックビデオ
- 9月8日、収録曲「Dunk Shot」のミュージックビデオを公開した。
NCT WISHのメンバーたちが優勝にむけて努力するストーリーを中心に展開され、お互いに頼りながら練習に没頭する姿、ダンクシュートを放ち勝利を掴み取るシーンなどを通じて、ワンチームに成長していくNCT WISHのハイティーン映画の様な姿が収められている[11][12]。
- 9月16日、収録曲「3 Minutes」のミュージックビデオを公開した[13]。
好きな相手に自分の思いを表現するNCT WISHのメンバーたちの姿を可愛らしく描き出しており、歌詞に合わせて展開するストーリーとメンバーたちのハツラツとした魅力を際立たせる演出が調和した映像となっている[13]。
- 9月24日、タイトル曲「Steady」のミュージックビデオを公開した。
幽霊を愛したキューピッドのストーリー[14]。
NCT WISHのメンバーたちの初恋の物語を純粋で初々しく描いた映像となっており、青春映画を連想させるような幻想的な雰囲気を込めたシネマティックな演出と映像美が印象的である[15]。
ミュージックビデオは日本・北海道で撮影されており、増毛町立増毛小学校旧校舎（増毛町）やエーヴランドゴルフクラブ（余市町）[16]、小樽市、留萌市が舞台となっている。

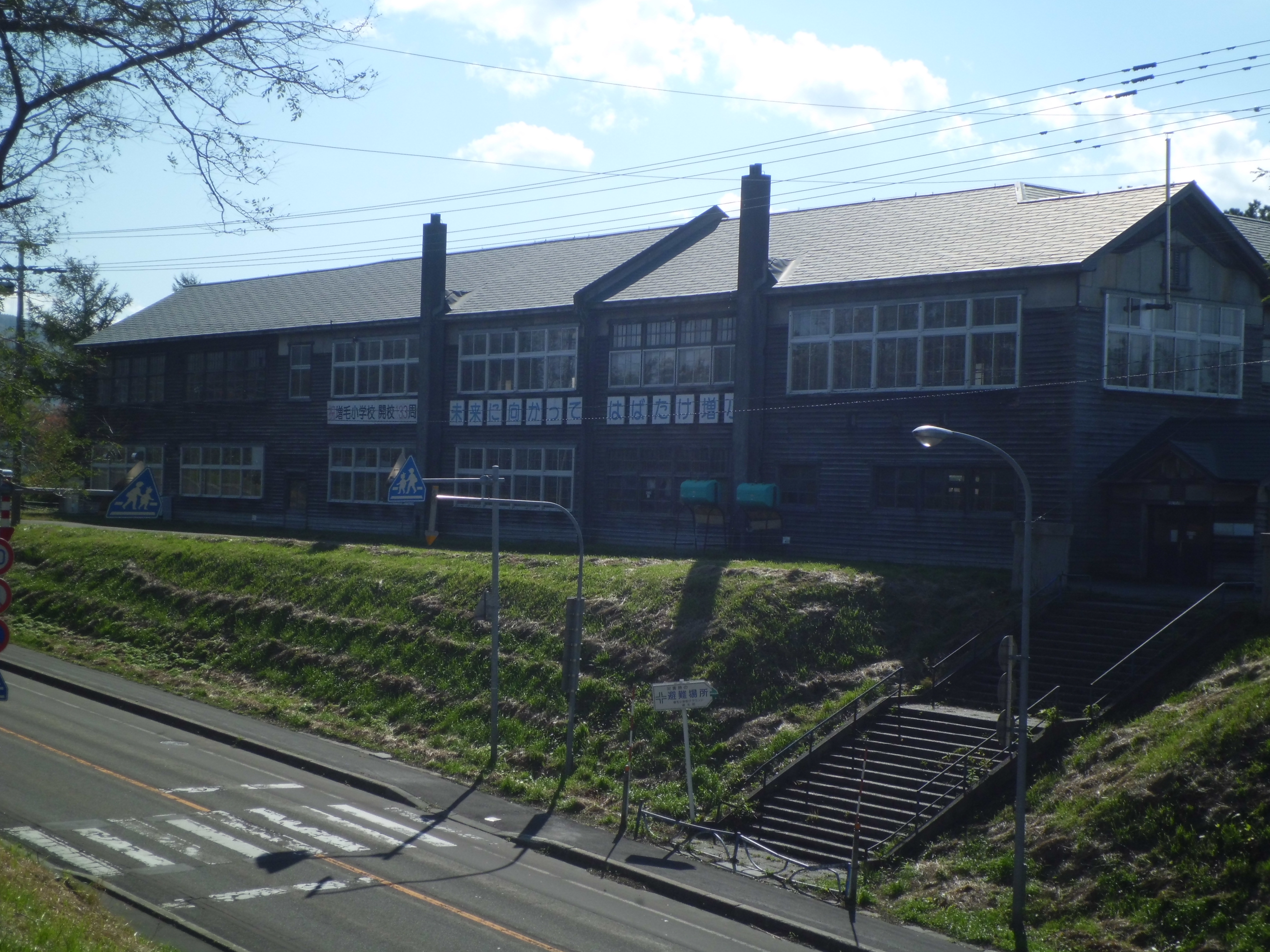
増毛小学校旧校舎
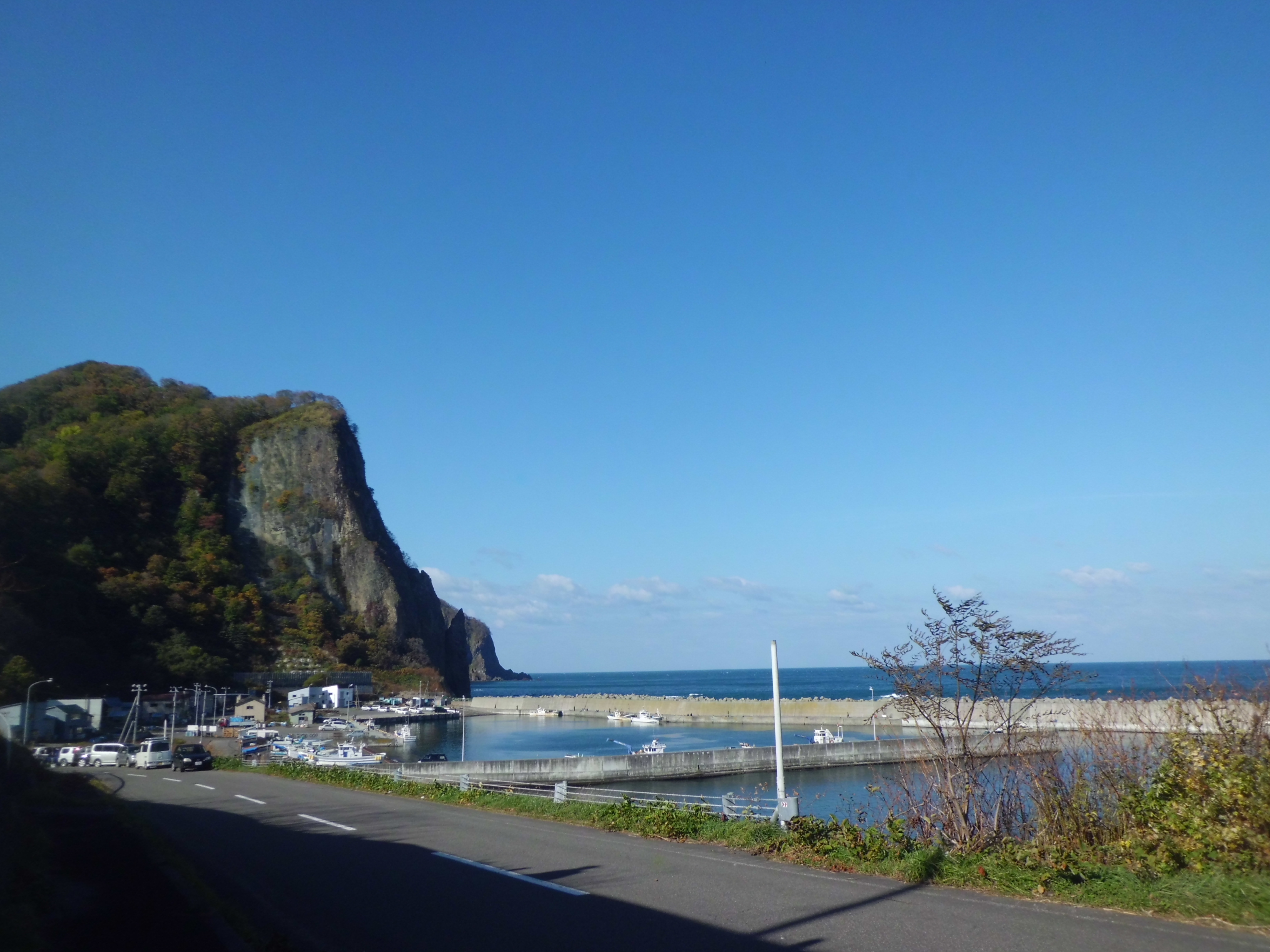
別苅（増毛町）
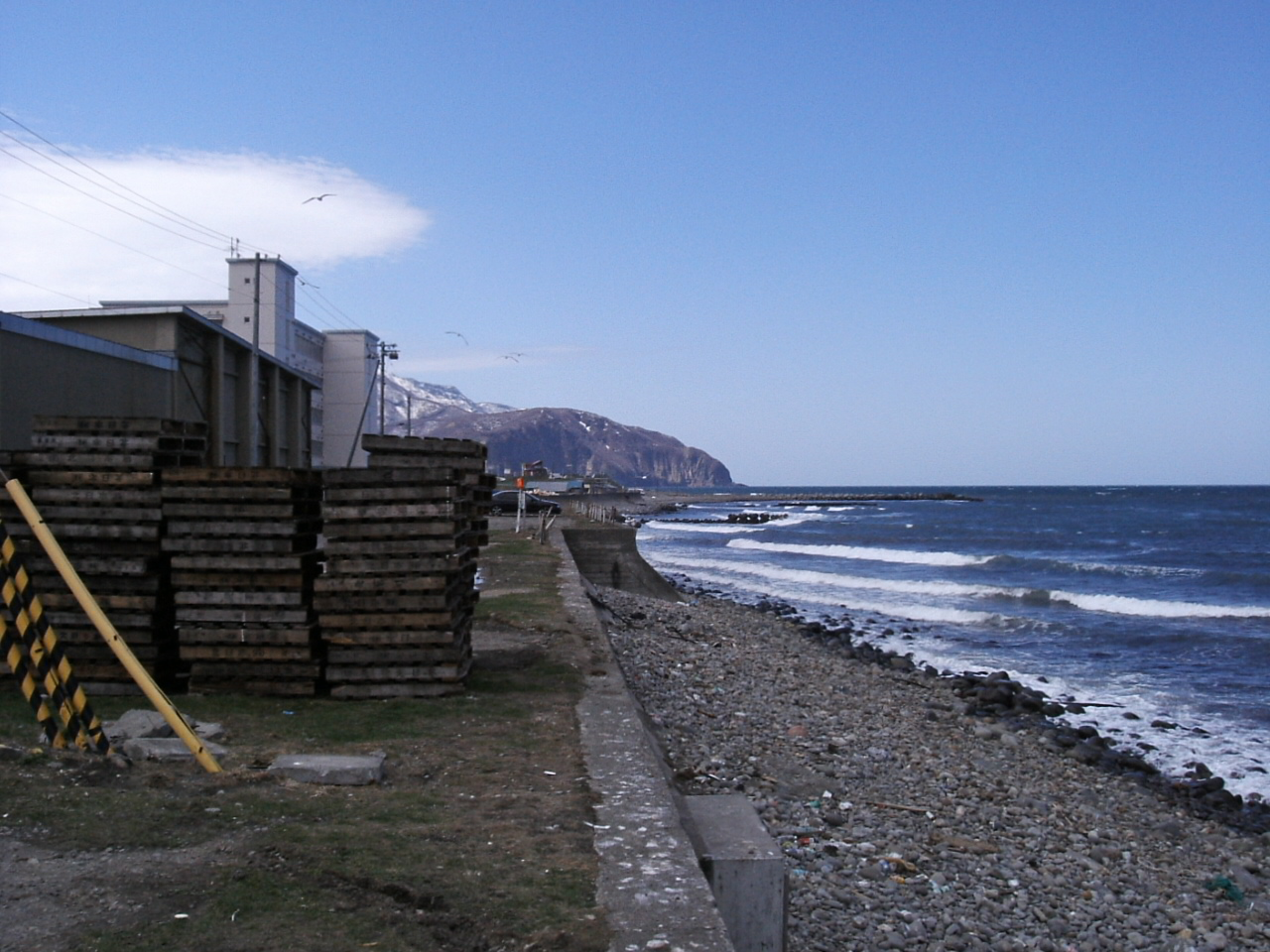
暑寒海浜キャンプ場（増毛町）
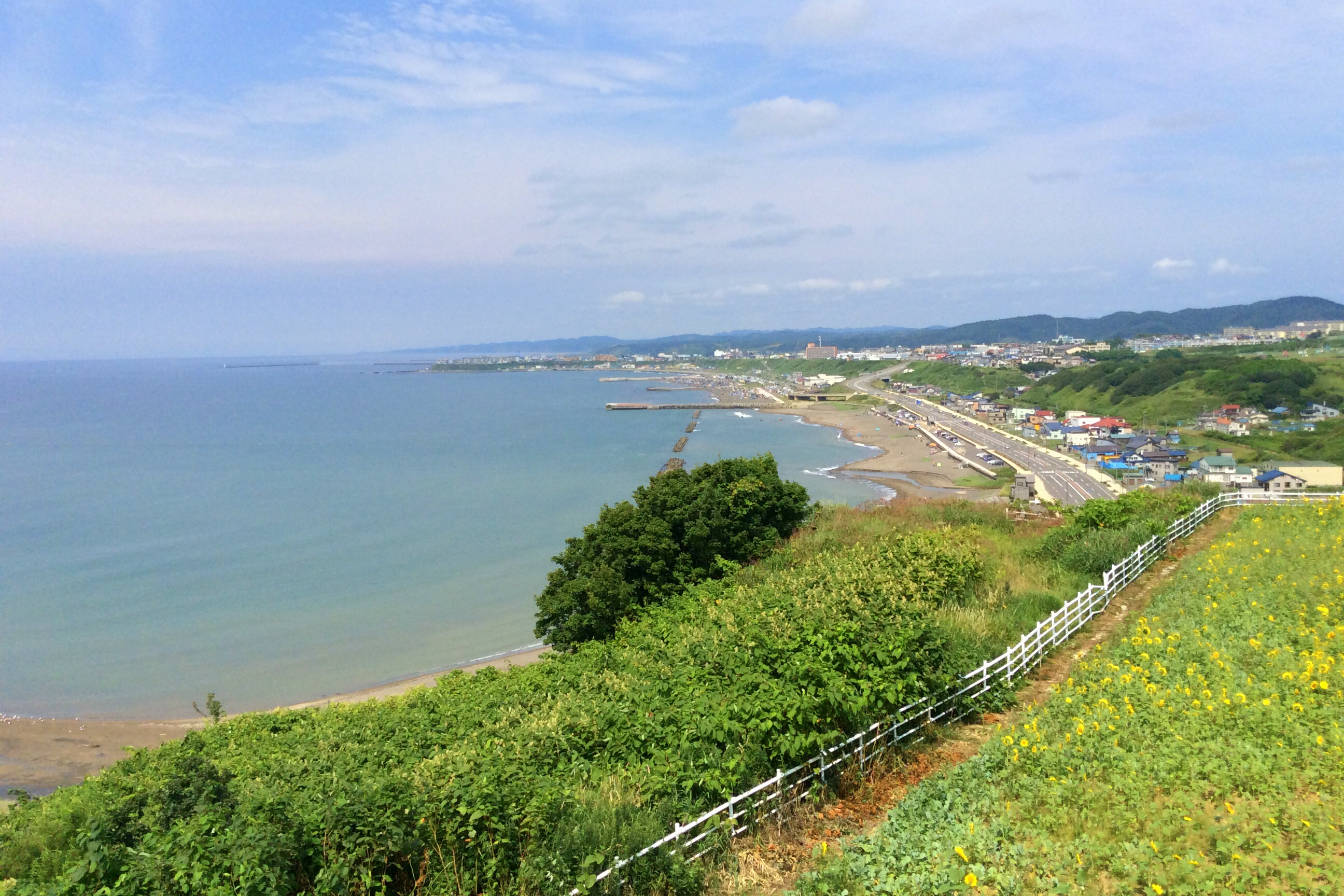
礼受牧場（留萌市）

## 活動

### イベント
- 9月24日午後8時、ソウル市龍山区ブルースクエアマスターカードホールにてショーケース「NCT WISH Let's go Steady」を開催した[17]。
YouTube・Weverseの「NCT WISH」チャンネル、TikTok NCTチャンネルを通じてオンライン生中継される[17]。
タイトル曲「Steady」のステージ初披露をはじめ、初のミニアルバム発表に対する感想やアルバムに関するビハインドエピソード、今後の活動計画などを公開する[17]。
- 9月25日から10月13日まで、ソウル市城東区アンダースタンドアベニューにて、ミニアルバム発売記念ポップアップストア「LET'S GO STEADY」が開催される[17]。
アルバムコンセプトを再解釈して展示された空間には「NCT WISH」フレームが適用された4コマフォトブース、カスタム可能なフォトチケットやネームステッカーキオスクなどが設置される[17]。

## リリース
| リリース日    | レーベル                   | 規格                 | 商品番号                      |
| ------------- | -------------------------- | -------------------- | ----------------------------- |
| 2024年9月24日 | カカオエンターテインメント | CDシングル           | L700001459 （Photobook Ver.） |
| 2024年9月24日 | カカオエンターテインメント | グッズ               | L700001460 （Keyring Ver.）   |
| 2024年9月24日 | カカオエンターテインメント | ミュージック・カード | L700001466 （QR Ver.）        |

## 収録曲
1. Steady [3:00]
  - 作詞 ：KENZIE
  - 作曲 ：Karen Poole、Georgia Ku、Lewis Jankel、KENZIE
  - 編曲 ：KENZIE、no2zcat、Shift K3Y

ハウス、UKガラージ、ジャージークラブがミックスされたビートとモダンなメロディーが調和したダンス曲[18]。
歌詞には、「僕たちの奇跡のような出会いが永遠に続くように」という願う純粋な気持ちをZ世代の感性で表現した[18]。
パフォーマンスでは、手の動作を表現した振り付けやロッキンダンスが用いられている[14]。
2. 3 Minutes（3분까진 필요 없어; 3分もいらない） [2:47]
  - 作詞 ：PAPRIKAA、브라더수
  - 作曲 ：Strawberrybananaclub、브라더수、PAPRIKAA
  - 編曲 ：Strawberrybananaclub、PAPRIKAA

軽快なシンセサウンドが印象的なハイパーポップジャンルの楽曲で、思いを伝えるには3分も必要ないという率直な告白を、実際に3分に満たない曲の長さに合わせて盛り込んだ[13]。
3. Dunk Shot [2:59]
  - 作詞 ：김인형 (Jam Factory)
  - 作曲 ：AVIN (아빈)、SLAY (슬레이)、536、opro
  - 編曲 ：SLAY (슬레이)、AVIN (아빈)、536、opro

バスケットボールのドリブルを連想させるスネアと、爽やかなシンセサウンドが印象的なダンスナンバー[11]。
歌詞では、夢を叶えていく過程をバスケットボールにたとえた[11]。
4. On & On（점점 더 더; もっともっと） [3:03]
  - 作詞 ：SOMDEF (썸데프)、August Rigo
  - 作曲 ：SOMDEF (썸데프)、August Rigo、flexindoor
  - 編曲 ：SOMDEF (썸데프)、flexindoor

ゆったりとしたグルーブと、ビート感のあるトラックサウンドが幻想的な雰囲気を醸すオルタナティブR&Bダンス曲[19]。
相手に対してだんだんと大きくなる気持ちと二人だけのストーリーを書き続けたいという願いを繊細で感性的なボーカルで表現している[19]。
5. Supercute [2:51]
  - 作詞 ：3! (lalala studio)
  - 作曲 ：Cleo Tighe、Rollo、Finlay Dow-Smith
  - 編曲 ：Starsmith

カーニバルを連想させるキラキラしたループサウンドと強烈なドラムの対照が目立つポップナンバー[19]。
希望に満ちた2人の関係を可愛らしく表現した純粋でストレートな歌詞が印象的な楽曲[19]。
6. Skate [3:19]
  - 作詞 ：은희영、John OFA Rhee
  - 作曲 ：은희영、No Identity (노 아이덴티티)、No2zcat、이아일、스텔라장 (Stella Jang)、John OFA Rhee
  - 編曲 ：은희영、No Identity (노 아이덴티티)

都市の中で若さと自由を満喫し、その瞬間を大切にしようとする願いを込めたオルタナティブポップの楽曲[19]。
軽快なスネアドラムとキャッチーなギターリフに調和したクールなアコースティック演奏が、スケートをするような涼しげなエネルギーを与えている[19]。
7. Hands Up (Korean Ver.) [3:15]
  - 作詞 ：KENZIE
  - 作曲 ：KENZIE、Ludvig Evers、Jonatan Gusmark、Adrian Mckinnon
  - 編曲 ：Moonshine

プレデビュー曲「Hands Up」の韓国語バージョン。

## 音楽番組首位
| 放送日        | 放送局  | 番組名                 | 参考   |
| ------------- | ------- | ---------------------- | ------ |
| 2024年10月4日 | KBS 2TV | 『ミュージックバンク』 | [ 20 ] |